# Gravitar
Gravitar (título provisório Lunar Battle) é um jogo arcade de gráficos vetoriais coloridos lançado pela Atari, Inc. em 1982. Usando os mesmos controles de "rotate-and-thrust" como Asteroids e Space Duel, o jogo era conhecido por seu alto nível de dificuldade. Foi o primeiro de mais de vinte jogos (incluindo o Star Wars de 1983) que Mike Hally projetou e produziu para a Atari. O programador principal foi Rich Adam e a arte do fliperama foi desenhada por Brad Chaboya. Mais de 5.427 fliperamas foram produzidos. Uma versão do Atari 2600, portada por Dan Hitchens, foi publicada pela Atari em 1983.

## Jogabilidade
O jogador controla uma pequena espaçonave azul. O jogo começa em um sistema solar fictício com vários planetas para explorar. Se o jogador mover sua nave para um planeta, ele será levado para uma paisagem com vista lateral. Ao contrário de muitos outros jogos de tiro, a gravidade desempenha um papel justo em Gravitar: a nave será puxada lentamente para a estrela mortal no mundo superior e para baixo nos níveis de visão lateral.
O jogador tem cinco botões: dois para girar a nave para a esquerda ou para a direita, um para atirar, um para ativar o propulsor e um para um raio trator e um campo de força. Gravitar, Asteroids, Asteroids Deluxe e Space Duel todos usaram um sistema de controle de 5 botões semelhante.
Nos níveis de visão lateral, o jogador tem que destruir bunkers vermelhos que disparam constantemente, e também pode usar o raio trator para pegar tanques de combustível azuis. Quando todos os bunkers forem destruídos, o planeta explodirá e o jogador ganhará um bônus. Quando todos os planetas forem destruídos, o jogador passará para outro sistema solar.
O jogador perderá uma vida se colidir com o terreno ou for atingido por um tiro inimigo, e o jogo terminará imediatamente se o combustível acabar.
Gravitar tem 12 planetas diferentes. Red Planet está disponível em todas as 3 fases do universo; contém um reator. Atirar no núcleo do reator ativa um link. Escapar do reator com sucesso move o jogador para a próxima fase dos planetas, concede pontos de bônus e 7500 unidades de combustível. O tempo de escape do reator é reduzido após cada fase e, eventualmente, torna-se praticamente impossível de ser concluído.

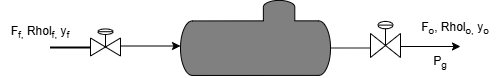
Captura de tela do reator.

Captura de tela do planeta norte no segundo universo.

Depois de completar todos os 11 planetas (ou, alternativamente, completar o reator três vezes), o jogador entra no segundo universo e a gravidade será revertida. Em vez de arrastar a nave em direção à superfície do planeta, a gravidade a empurra para longe. No terceiro universo a paisagem torna-se invisível e a gravidade volta a ser positiva. O último, quarto universo, tem paisagem invisível e gravidade reversa. Depois de completar o quarto universo, o jogo recomeça. No entanto, o tempo de escape do reator nunca será redefinido para níveis altos novamente.
Os programadores pensaram que mesmo os melhores jogadores nunca conseguiriam completar os planetas mais difíceis nos níveis invisíveis. Nenhum dos próprios desenvolvedores-chave, Mike Hally e Rich Adam, jamais completaram seu próprio jogo em suas próprias palavras: "sem trapacear".

## Ports
A versão de etiqueta prata do Atari 2600 Gravitar estava originalmente disponível apenas para membros do Atari Club. Mais tarde, foi vendido nas lojas em quantidades limitadas. A Atari mais tarde o lançou na caixa vermelha e no estilo de etiqueta em grandes quantidades. A etiqueta prata é muito desejada pelos colecionadores por sua raridade e associação com o Atari Club.

## Legado
Gravitar inspirou o jogo de computador Thrust de 1986.
O atirador dual-stick Black Widow foi oferecido como um kit de conversão para o Gravitar. O kit incluía uma nova marquise, painel de controle, arte lateral e um chicote de fiação adicional. O kit usava o Gravitar PCB original, com algumas pequenas modificações e um novo conjunto de chips ROM. Muitos Black Widows construídos na fábrica foram produzidas usando fliperamas Gravitar não vendidos e, embora contenham conjuntos de placas originais (não conversão Gravitar), eles tiveram a arte lateral do Black Widow aplicada sobre a arte lateral Gravitar.
Gravitar faz parte do Atari Anthology para Windows, Xbox e PlayStation 2, assim como o Atari Anniversary Edition Vol. 2 para Dreamcast, PlayStation e Windows. O Gravitar também está incluído no Atari Flashback 3. Em abril de 2019, Gravitar foi adicionado à coleção de jogos TeslAtari incluída nos veículos Tesla.
No filme do James Bond de 1983, Never Say Never Again, Domino Petachi (Kim Basinger) é vista prestes a jogar Gravitar antes de se encontrar novamente com Bond (Sean Connery) no Casino de Monte Carlo. A cena interna foi filmada no Elstree Studios em Hertfordshire, Inglaterra - os gabinetes de fliperama usados teriam sido adquiridos da fábrica européia da Atari na Irlanda.

Capa promocional do remake Gravitar: Recharged.

Em abril de 2022 a Atari anunciou Gravitar: Recharged para Nintendo Switch, PS4, PS5, Xbox One, Xbox Series X/S, Microsoft Windows, e Atari VCS, uma versão reimaginada com novo visual e trilha sonora assim como outros jogos da série Recharged. Foi lançado em 2 de junho de 2022.

## Recordes
Dan Coogan, de Phoenix, Arizona, estabeleceu o recorde mundial do Gravitar, marcando 8.029.450 pontos de 22 a 23 de dezembro de 2006, jogando por 23 horas e 15 minutos. O recorde mundial anterior de pontuação foi de 4.722.200, mantido por 24 anos, estabelecido por Ray Mueller de Boulder, Colorado, em 4 de dezembro de 1982, depois de jogar por 12 horas e 21 minutos.